# Этот жестокий, никчёмный парень
«Этот жестокий, никчёмный парень» (пол. Ten okrutny, nikczemny chłopak) — польский фильм в жанре психологическая драма режиссёра Януша Насфетера 1972 года.

## Сюжет
Эта история рассказывает о несчастном мальчике по имени Ромек. Мама его не любит и не заботится о нём. Ромек знакомится с мальчиком Янушом, который начинает учить Ромека воровству. Первая попытка кражи оказалась неудачной для Ромека — его поймали. Мальчика отдают под суд по делам несовершеннолетних. А мама Ромека хочет использовать этот шанс, дабы отправить бедного сынка в детский дом…

## В ролях
- Роман Мосиор — Ромек
- Петр Щерковский — Януш
- Халина Коссобудзкая — судья
- Малгожата Лесневская — мама Януша
- Иоланта Бохдаль — мама Ромека
- Здзислав Лесняк — адвокат
- Здзислав Кузьняр — воспитатель в детском доме
- Генрик Голембевский — мальчик в детском доме
- Богдан Издебский
- Витольд Пыркош — милиционер
- и другие

## Награды
- 1972: награда Совета Министров
- 1972: награда на Любуском Лете в Лагове
- 1973: «Серебряная медаль» и «Детский приз жюри» на ММК в Москве[1]